# Barska šljuka
Barska šljuka ili bekasina (lat. Gallinago gallinago) je ptica selica iz reda šljukarica (Charadriiformes). Naziv potiče od latinske reči gallina – kokoška i sufiksa – ago, što označava pticu koja liči na kokošku. Vrsta je prisutna na različitim vodenim staništima, preferirajući bare, močvare, vlažne livade i tresave sa niskom, gustom vegetacijom gde se gnezdi.

## Opis
Ptica srednje veličine, čija dužina tela iznosi 23-28 cm, a raspon krila 39-45 cm. Težina tela varira 72-181 g. Vrsta je prilično skrovita, tako što se uspešno kamuflira u okolnoj vegetaciji. Kada je na otvorenom, uočava se zdepast oblik tela, dug kljun i kratke noge. Kljun je u odnosu na ostale delove tela nesrazmerno dugačak i ravan. Perje je u osnovi smeđe boje. Na glavi i leđima ima uzdužne, deblje i svetlije pruge. Na bokovima ima tamne, poprečne pruge, a stomak je beo (bez pruga). Kada se uznemiri, brzo leti cik-cak iznad vode, a zatim se izdiže uvis zakrivljenom putanjom. U letu joj se uočavaju tanke bele ivice na krilima. 

## Rasprostranjenost i stanište
Močvarna ptica koja je prisutna na severnoj zemljinoj hemisferi. Pre početka zime migrira na jug. Zimujući u Evropi i Africi, kao gnezdeća staništa koristi zaslanjene močvare sa bogatom vegetacijom, travnate ili močvarne ivice reka i jezera, vlažne livade i pašnjake, poplavljene severne šume i močvarne tundre. Jesenja seoba traje od kraja jula do novembra. Većina ptica stigne u severnu Afruku već krajem septembra – početkom oktobra, gde ostaju do marta. Procenjuje se da evropska populacija broji između 2 670 000 – 5 060 000 parova.

## Ishrana
Pri vrhu dugačkog kljuna postoje čulna udubljenja koja omogućavaju detekciju sitnih beskičmenjaka u blatu. Oči su postavljevljene visoko unazad na glavi, što ptici omogućava da primeti predatora čak i kada joj je kljun u podlozi. Hrani se larvama insekata (10-80%), odraslim insektima, sitnim rakovima i paucima. U manjim količinama konzumira i hranu biljnog porekla (vlakna i semena).

## Razmnožavanje
Gnezdeća staništa su joj močvare, vlažne livade i tresave sa gustom, niskom vegetacijom, kao i poplavljene severne šume i močvarne tundre. Polaže 2-5 jaja u periodu od aprila do juna. Gnezdo je obično na suvom mestu uz vodu, prekriveno travom, rogozom, šašem. Barska šljuka je monogamna i veoma teritorijalna vrsta. Na jajima leži samo ženka i period inkubacije traje 17-20 dana. Oba roditelja vode brigu o mladima. Ptići za oko 20 dana dobiju perje i sposobni su da lete. 

## Barska šljuka u Srbiji
Krajem 19. i početkom 20. veka navodi se kao redovna prolaznica u Sremu, vrlo retka gnezdarica u Posavini, a zabeležena je i na gnežđenju u Negotinskoj Krajini. Krajem 20. i početkom 21. veka vrsta je veoma retka, a periodična gnezdarica samo u Vojvodini. Trenutno je i dalje veoma retka vrsta koja se u reproduktivnom periodu viđa samo na severu Vojvodine. Celokupna gnezdeća populacija se nalazi u Vojvodini i procenjuje se na 3-6 parova. Redovno gnezdilište je na Selevenjskoj pustari, a u vreme gnežđenja retko se beleži i na Kapetanskom ritu, Sigetu, Rusandi i Slanom Kopovu. Ornitolozi smatraju da broj gnezdećih parova fluktuira. Tokom seobe prisutna je na različitim vodenim staništima širom zemlje. Brojnija je tokom jesenje seobe kada se grupiše u jata od nekoliko stotina jedinki. Pojedinačni primerci redovno prezimljavaju na nezaleđenim vodenim površinama, a posebno u južnim nizijskim delovima Srbije.

## Spoljašnje veze
- „Common snipe”. Internet Bird Collection.
- Ageing and sexing (PDF; 5.1 MB) by Javier Blasco-Zumeta & Gerd-Michael Heinze
- „Gallinago gallinago”. Avibase.
- Gallinago gallinago at Integrated Taxonomic Information System (ITIS)
- Items, photos and sounds related to Gallinago gallinago at Europeana: Europe's digital library, museum and archive
- Gallinago gallinago на BirdLife.org (језик: енглески)
- Barska šljuka фото галерија на VIREO (Drexel University)
- Интерактивна мапа на IUCN Red List maps
- Аудио запис на Xeno-canto.